# Dežnëvka
Dežnëvka (in lingua russa Дежнёвка) è un centro abitato dell'Oblast' autonoma ebraica, situato nel Smidovičskij rajon.